# Ортофотографія

Ортографічні представлення проектуються під правильними кутами на площину даних. Перспективне представлення проектується з поверхні на площину даних з фіксованої точки.

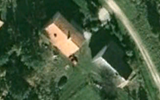
Це фото правильно спроектоване на модель висот, але на окремих будинках ще помітний невеликий нахил проєкції. Це ортофото, але не ідеальне (не всі вертикальні елементи перераховані в правильну проєкцію).

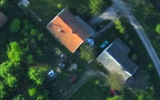
Це фото зібране з декількох фотографій, знятих з БПЛА, що перекривалися, з повністю усунутими залишковими нахилами будівель. Це правильна ортофотографія.

Ортофото, ортофотографія або ортозображення — це аерофотографія, яка геометрично скоректована («ортотрансформована») таким чином, що масштаб у всіх точках є однаковий: на ортофото усунуті спотворення, які має вихідний знімок. На відміну від невиправленої аерофотографії, ортофотографію можна використовувати для вимірювання справжніх відстаней, оскільки це точне представлення Земної поверхні, з урахуванням топографічного рельєфу, дисторсії об'єктиву та нахилу камери.
Ортофотографії зазвичай використовуються для створення карт для геоінформаційних систем (ГІС). Програма може відображати ортофотографію і дає змогу оператору оцифрувати або нанести векторні дані, текстові анотації або географічні позначення (позначивши, наприклад, лікарні, школи, пожежні станції). Деяке програмне забезпечення може обробити ортофото й нанести необхідні векторні лінії автоматично.
Створення ортофотознімків раніше виконувалося за допомогою механічних пристроїв., сьогодні для цих цілей використовують спеціальне програмне забезпечення.